# Max Christiansen-Clausen

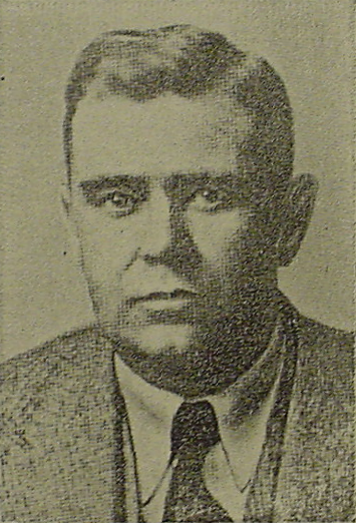
Max Christiansen-Clausen in einer Aufnahme aus einem Buch

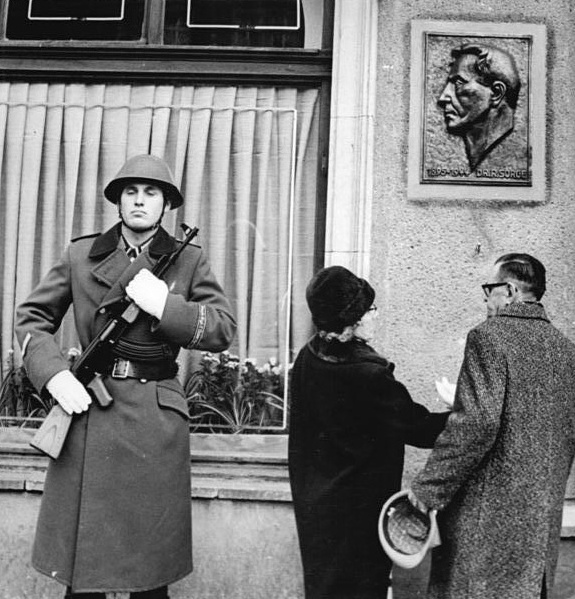
1969: Max Christiansen-Clausen und seine Frau Anna enthüllen eine Gedenktafel für Richard Sorge in der Richard-Sorge-Straße in Berlin-Friedrichshain

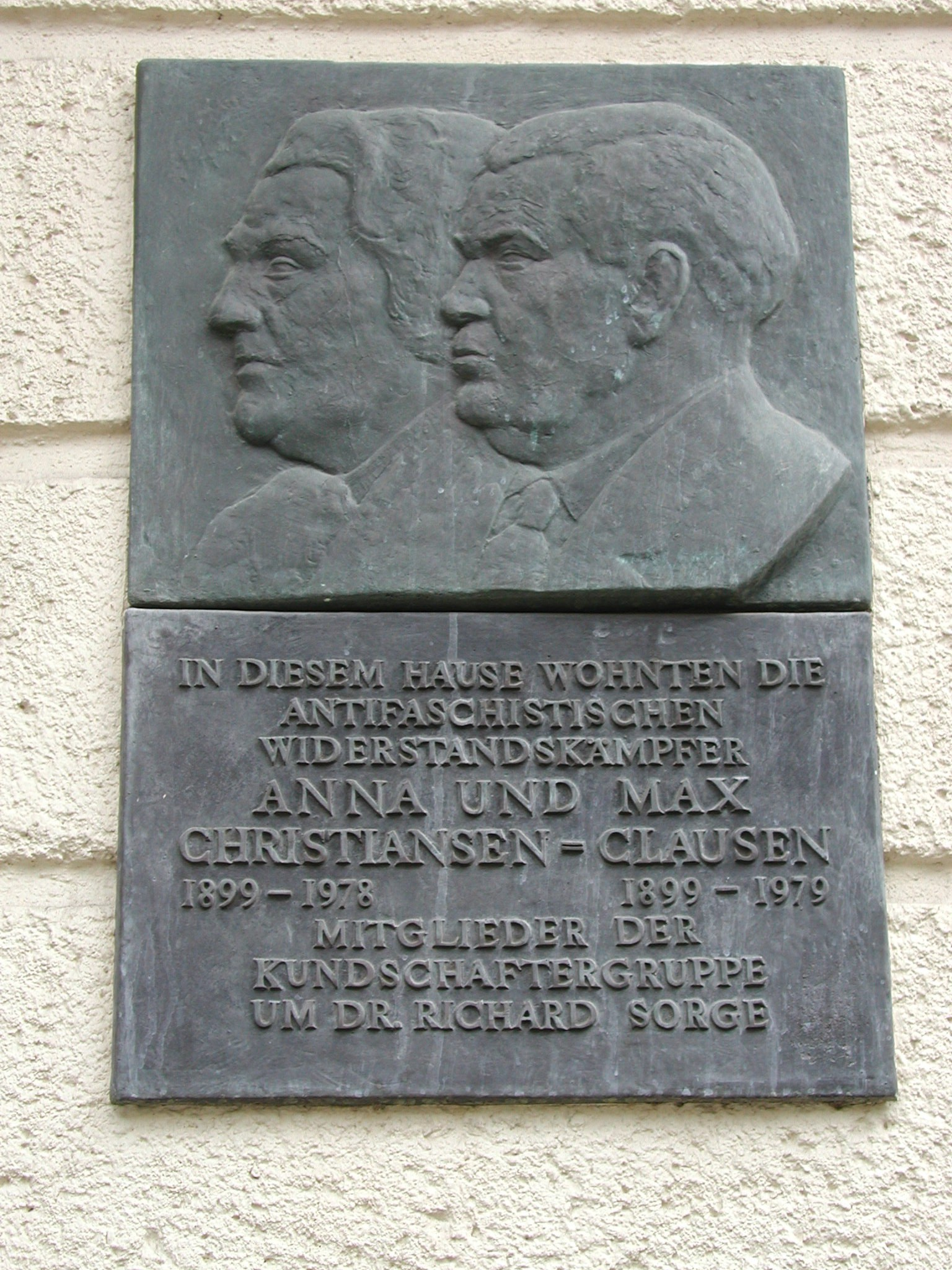
Hier befindet sich auch eine Gedenktafel für das Ehepaar Christiansen-Clausen

Max Christiansen-Clausen (* 27. Februar 1899 auf der Insel Nordstrand; † 15. September 1979 in Ost-Berlin) – bis 1946: Max Gottfried Friedrich Clausen – war ein deutscher Kommunist, Unternehmer in Japan und Funker der Hauptverwaltung für Aufklärung (GRU) im Generalstab der Roten Armee.

## Leben

### Jugend, Ausbildung und Rekrutierung
Als Sohn eines Maurers, der eine enge Bindung an die Kirche hatte, wuchs er auf der nordfriesischen Insel Nordstrand auf. 1914 wollte er nach der Schule eine Lehre als Maschinenschlosser beginnen. Da aber die Familie mittellos war, konnte sie noch nicht einmal das monatliche Lehrgeld von 30 Mark aufbringen. So war er gezwungen, als Knecht bei einem Bauern zu arbeiten.
Ein Jahr später konnte er doch bei einem Freund seines Vaters eine Lehre als Schlosser beginnen. Doch 1917 musste er als Soldat Kriegsdienst leisten, so dass er seine Ausbildung nicht fortsetzen konnte. Er wurde zu einer Einheit in Mecklenburg-Neustrelitz eingezogen, die Aufgaben der Nachrichtenverbindungen ausführte. Dort wurde er in Grundlagen der Elektrotechnik ausgebildet. Anschließend baute er Funkmasten in Würzburg, Nürnberg, Dresden, Zeithain und in Neustrelitz auf.
Während dieser Montagearbeiten, die ihn auch aus logistischen Gründen nach Berlin-Schöneberg auf den dortigen Bahnhof führten, hatte er erstmals Kontakt zu Sozialdemokraten, die ihn politisch beeinflussten. Nach einem Heimaturlaub wurde er wegen Überschreiten der Urlaubsdauer zu fünf Tagen Arrest verurteilt. In der Haft hatte er einen engen Kontakt zu einem Kommunisten, der ihm von der russischen sozialistischen Bewegung  berichtete.

### Fronteinsatz in Frankreich
Nach einer Ausbildung als Funker wurde er nach Frankreich in der Umgebung von Metz an die Front kommandiert. Dabei wurde er in die Angriffshandlungen bei Compiègne eingesetzt. Danach kam er an den Frontabschnitt bei Château-Thierry, wo er erlebte, dass seine Division in der Schlacht aufgerieben wurde. Bei einem deutschen Artillerieangriff, bei der Gasgranaten mit Blaukreuz verschossen wurden, drehte sich die Windrichtung und er atmete etwas Gas ein, worauf er wochenlang Blut ausspucken musste. Danach wurde er an die Somme verlegt, wo er den Waffenstillstand erlebte.
Seine Einheit wurde über Cambrai nach Koblenz verlegt. Als er erfuhr, dass sein Jahrgang nicht demobilisiert wurde, desertierte er. In Heide bei Husum wurde er aufgegriffen und nach Verbüßung eines einwöchigen Arrests nach Itzehoe kommandiert, wo er bei einer Einheit der Artillerie eingesetzt wurde. Als er mit seiner Einheit nach Zossen verlegt wurde, um bei Unruhen in Berlin eingesetzt zu werden, beantragte der die Entlassung wegen einer Erkrankung seines Vaters.

### Nachkriegsprobleme und kommunistische Kontakte
Sein Vater starb 1919. Seine Mutter war schon 1902 verstorben, und sein Bruder fiel an der Front eine Woche vor Ende des Krieges. Somit hatte er seine ganze Familie verloren. Wegen einer Erkrankung seiner Atemwege musste er die wieder aufgenommene Lehre als Schlosser unterbrechen und kam nach Kiel ins Krankenhaus. Einer angekündigten Operation entzog er sich durch die Flucht zurück zu seinem Lehrherrn. Dort aber fand er keine passende Beschäftigung und bewarb sich bei Neumünster als Erziehungsgehilfe in einer Fürsorgeeinrichtung in Rickling. Mit seinem Jugendfreund Marcus Thun verbrachte er dort ein Jahr, um dann nach Hamburg zu gehen. Dort konnte er als Seemann eine Beschäftigung finden, wobei sein Onkel August Weist ihm half. Auf den anschließenden Seefahrten lernte er viele Häfen Europas, Nordafrikas und Asiens kennen. Unter dem Eindruck der angespannten politischen Entwicklungen trat er 1922 in die Rote Gewerkschaft ein. In Stettin beteiligte er sich im Juli 1922 an einem Streik der Seeleute, worauf er zu drei Monaten Haft verurteilt wurde.
Da er seine Anstellung verlor, betätigte er sich beim Deutschen Seemannsbund der KPD als Propagandist und Anwerber für die Gewerkschaft. Als er 1924 die Gelegenheit fand, ein Segelschiff mit nach Murmansk zu überführen, verbrachte er eine Woche im Internationalen Seemannsklub in Petrograd. Im folgenden Jahr trat er dem Roten Frontkämpferbund und der Organisation Rote Hilfe bei. Mitglied der KPD wurde er 1927.
Bei seinen Fahrten in europäische Seehäfen hatte er die Aufgabe, die dort ansässigen Seemannsklubs mit politischer Literatur zu beliefern. Dabei musste er sehr geschickt vorgehen, um die Kontrollen des Zolls zu überwinden. Er meisterte diese und andere Aufgaben so gut, dass er im September 1928 eine Einladung nach Moskau erhielt. Dabei ging die Initiative von Karl Lesse aus, der in Hamburg als Funktionär der Komintern die dortige Gruppe der Internationalen Seeleute-Gewerkschaft leitete.

### Funker der Roten Armee
Als er in die Sowjetunion einreiste, stimmten die Angaben in seinem Pass nicht, so dass er an der Grenze festgehalten wurde. Erst nach einiger Zeit gab er die Adresse an, die er in Moskau aufsuchen sollte: Große Fahnengasse 19. Er wurde sofort freigelassen und durfte weiterreisen, denn diese Adresse war den Grenzern bekannt: der Sitz des Stabes der Aufklärung der Roten Armee. Dort meldete er sich bei General Jan Karlowitsch Bersin, dem Leiter der Abteilung Aufklärung.
Er erhielt dort eine neue Identität und nannte sich jetzt Max Sckenk. Bei Nikolai Jablin, einem Bulgaren und Mitarbeiter von Georgi Dimitroff, wurde er in die Kenntnisse und Fertigkeiten des Funkens auf Kurzwelle eingewiesen. Im März 1929 endete seine Ausbildung. Sein erster Auftrag führte ihn nach Shanghai, wo er von einem GRU-Residenten geführt wurde, der in Shanghai einen Laden mit Haushaltsartikeln betrieb.

### Aufträge in Shanghai, Harbin, Kanton und Mukden
Von der Wohnung des ehemaligen weißrussischen Offiziers Konstantin Mischin sendete er mit einem Sender der Leistung von 50 Watt Nachrichten nach Wladiwostok (Deckname Wiesbaden). Um flexibler arbeiten zu können, baute er sich einen Sender mit der Leistung von 7,5 Watt, der in einem Koffer transportiert werden konnte. Diese Konstruktion konnte er im Juli 1929 abschließen. In diesen Monaten kam es zum sowjetisch-chinesischen Grenzkrieg in der Mandschurei.
Über die diplomatische Post eines französischen Angestellten im diplomatischen Dienst gelang es ihm, den Sender nach Harbin zu transportieren. Von einem Hotel aus sendete er etwa sechs Wochen lang Nachrichten. Dann wechselte er in die Wohnung des US-amerikanischen Vizekonsuls Tycho Leonard Lilliestrom (* 3. August 1885 in Lahti; † 1943), dem die Vermietung an ihn mit großzügigen Geldleistungen vergolten wurde. Nach einiger Zeit übergab er den Sender an Hermann Siebler, der noch bis zum Ende der Amtszeit von Lilliestrom dort sendete.
Clausen ging nach Shanghai zurück, wo er mit Gurewitsch weiterhin arbeitete, bis dieser 1929 von Richard Sorge abgelöst wurde. Von Sorge erhielt er den Auftrag, als sein Vertreter nach Kanton zu gehen. Für diese neue Aufgabe musste er sich erneut einen Sender bauen, denn den vorhandenen gab er an seinen Nachfolger Seppel Weingart ab. Diesen kannte er sowohl aus der gemeinsamen Seefahrt aus Hamburg wie auch aus der Ausbildungszeit in Moskau.
Als er sich eine neue Wohnung in Shanghai suchte, lernte er die gleichaltrige Krankenschwester Anna Wallenius, geborene Schdankow, aus Nowonikolajewsk kennen, die durch eine Heirat die finnische Staatsbürgerschaft erworben hatte. In Semipalatinsk hatte sie den finnischen Kaufmann Wallenius geheiratet, und als die Revolution in Russland ausbrach, flüchteten sie nach Shanghai, wo ihr Mann 1927 verstarb. Sie wurde später die Frau von Max Clausen. Mit Anna und Mischin reiste Max nun nach Kanton und mietete sich zwei Häuser vom englischen Konsulat entfernt ein. Es stellte sich aber heraus, dass die Sendeleistung von 7,5 Watt für eine Entfernung nach Wladiwostok nicht ausreichte. So baute er sich einen neuen Sender mit einer Leistung von 50 Watt.
Nach einem Jahr war der Auftrag beendet und er kehrte 1931 nach Shanghai zurück. Inzwischen hatten die Japaner die Mandschurei besetzt. Er erhielt den Auftrag, nach Mukden zu gehen, wo der Stab der japanischen Armee Quartier genommen hatte. In Mukden mietete er eine Tankstelle mit angeschlossenem Laden, die er von einem chinesischen Mitarbeiter führen ließ. Die nächsten zwei Jahre konnte er dort seine Tätigkeit gegenüber den Japanern verbergen. Im August 1933 kehrte er nach Moskau zurück, um dann sechs Wochen Urlaub am Schwarzen Meer zu verbringen.

### Weiterbildung bei Moskau
Mit einer neuen Identität, er war nun deutsch-ungarischer Nationalität, und einem Pass auf den Namen Goldberg, besuchte er die neue Funkerschule auf den Lenin-Bergen bei Moskau. Direktor dieser Einrichtung war sein Führungsoffizier aus Shanghai Gurewitsch. Danach ging er ab August 1933 nach Odessa. Weil er unbedingt darauf bestanden hatte, dass seine Frau mit ihm reiste, erfolgte eine Disziplinierung. 1934 wurde er nach Krasny Kut in die Wolgadeutsche Republik entsandt, diesmal mit der Identität mit dem Namen Rautmann und von lettischer Herkunft. Die Arbeit auf einer Maschinen-Traktoren-Station (MTS) war ungewohnt, doch bald fand er eine neue Beschäftigung.
Mit einer Anzahl von Telefon-Sendern und einem selbstgebauten Sender richtete er auf der MTS einen Sendebetrieb für die Feldbrigaden ein, die jetzt mit der Zentrale über Funk in Verbindung standen. Diese Entwicklung fand so großen Anklang, dass er den Auftrag erhielt, für die ganze Wolgarepublik solche Anlagen zu errichten. Im Sommer 1935 erhielt er aber von Kliment Jefremowitsch Woroschilow die Anweisung, mit seiner Frau nach Tokio zu gehen zusammen mit Richard Sorge.

### Auftrag in Japan
Da Bersin inzwischen als Chef der GRU durch Semjon Petrowitsch Urizki abgelöst worden war, wurden sie mit einer kleinen Feier in dessen Wohnung nach Japan verabschiedet. Der Hauptauftrag bestand darin, alle Maßnahmen zu treffen, damit ein militärischer Konflikt der Sowjetunion mit Japan vermieden werden kann. Die unmittelbare Führung für den Auftrag in Japan übernahm Lew Alexandrowitsch Borowitsch.
Nachdem Clausen über zwei Monate damit verbrachte, seine bisherigen Identitäten zu überwinden, kam er am 28. November 1935 in Tokio an. Als Bürger des Deutschen Reiches benötigte er kein Visum für Japan, so dass die Einreise mit keinen Schwierigkeiten verbunden war. Am gleichen Tag traf er sich mit Richard Sorge im Hotel Sano. Dieses Treffen hatte den Charakter eines Zufalls, da die Übereinkunft bestand, dass eine Begegnung jeden Dienstag von 14 bis 16 Uhr dort vereinbart war. Clausen hatte wie alle Mitarbeiter einen Decknamen „Fritz“, mit dem er immer von den Mitarbeitern Sorges angeredet wurde.

#### Kontakte in Tokio
Durch eine kleine Feier lernte er den dortigen Blockwart der NSDAP kennen, dem er sich als Kaufmann vorstellte, der in Japan eine Niederlassung eröffnen wollte. Dabei kam es zu der beabsichtigten Begegnung, dass der Blockwart Clausen dem Sorge vorgestellt wurde. Die nächsten Begegnungen fanden bei dem deutschen Emigranten Bolke statt, der eine Bar betrieb, in der das Personal der deutschen Botschaft und deutsche Journalisten einkehrten.
Ein weiterer Kontakt ergab sich mit einem Mitarbeiter von Sorge, dem Agenten Branko Vukelic, der als Journalist für die französische Nachrichtenagentur Havas arbeitete. In der Wohnung von Vukelic baute er einen Sender zusammen, so dass er mit Wladiwostok in Verbindung treten konnte. Es gibt aber auch Hinweise, dass Clausen zuerst mit einer Station in Shanghai den Funkverkehr aufnahm und später erst nach Wladiwostok senden konnte. Seine Frau kam nach Shanghai, wo sie auf dem deutschen Generalkonsulat erneut heirateten, wodurch sie einen deutschen Pass auf den Namen Anna Clausen erhielt. Somit konnte sie auch in Japan mit einem legalen Pass einreisen.

#### Erster Funkverkehr
Den Funkverkehr nahm er Februar 1936 in der Wohnung von Guenther Stein (Deckname Gustav) auf, der ein deutscher Journalist in Japan war und große Kenntnisse besaß. Auch später sendete er immer wieder im Wechsel von dessen Wohnung, bis Stein im Jahre 1939 aus Japan abreiste. Ein weiterer Sendeplatz befand sich in einem Landhaus bei Chigasaki unweit von Yokohama gelegen, wo ab 1937 gesendet werden konnte.

#### Aufbau einer Fabrik
Seine Frau unterstützte ihn in den nächsten fünf Jahren seiner Tätigkeit, indem sie als Kurier Filmrollen nach Shanghai brachte. Auf insgesamt 18 Reisen transportierte sie wichtige Dokumente aus dem Büro des japanischen Kaisers und der deutschen Einrichtungen in Japan. Geschäftlich wurde er zuerst bei dem Deutschen Förster tätig, der eine Produktion von Werkzeugen betrieb. Danach importierte Clausen mit Förster deutsche Motorräder der Marke Zündapp. Um mehr eigene Ziele zu verfolgen, baute sich Clausen in Japan ein Unternehmen M. Clausen Shokai zur Produktion von Kopiermaschinen auf, wodurch er Kontakte zur japanischen Armee, zu großen Industriebetrieben und japanischen Professoren erlangte. Die Beziehungen zu japanischen Offizieren waren so eng, dass seine Frau mit japanischen Militärflugzeugen nach Shanghai fliegen konnte.

#### Neue Befugnisse
Ab 1938 durfte Clausen die Funksprüche, die er sendete, selber verschlüsseln bzw. entschlüsseln. Normalerweise durfte ein Funker in seiner Organisation diese Aufgabe nicht wahrnehmen. Nachdem aber Sorge am 13. Mai 1938 mit einem Motorrad schwer verunglückte, wies dieser Clausen in die Art der Codierung ein. Clausen musste bei dieser Arbeit mit Funksprüchen eine Codierung aus dem Gedächtnis ausführen, da es keine schriftlichen Unterlagen darüber geben sollte. Nach seinen Angaben konnte Clausen bis zu 500 Fünfergruppen pro Stunde codieren und senden. Den Japanern gelang es bis zu seiner Verhaftung nicht, den Code zu entschlüsseln.
Durch die Arbeit mit den Texten der Funksprüche gewann Clausen einen hinreichenden Einblick in die Tätigkeiten von Sorge. Als 1938 japanische Truppen die mongolische Grenze überschritten, war die Rote Armee durch einen Funkspruch rechtzeitig von dem Angriff informiert worden. Die Information über einen weiteren japanischen Angriff auf Wladiwostok im Jahre 1939 wurde ebenfalls nach Moskau vorher übermittelt, wodurch dieser erfolgreich abgewehrt werden konnte.

#### Gegenspionage, Gesundheitsprobleme und Kontaktaufnahme zur eigenen Botschaft
Während ihrer Tätigkeiten in Japan gerieten Sorge und seine Mitarbeiter in das Blickfeld der deutschen Abwehr. So warnte Sorge ihn vor dem Journalisten Wolfgang Sorge (1891–1941), der ihm schon in China aufgefallen war. In Japan wurde Sorge durch die Agenten Klaus Mehnert und Ivar Lissner observiert, aber Sorge konnte beide abwehren. Die ständigen Vorsichtsmaßnahmen zur Täuschung der japanischen Funkabwehr, die Belastungen seitens seines Unternehmens und das aufwendige Codieren der Funksprüche führten bei ihm in der ersten Hälfte des Jahres 1940 zu einer Herzschwäche, die er nur mühsam mit einer dreimonatigen Behandlung eines deutschen Arztes und einem mehrwöchigen Erholungsurlaub in Hakone überwand.
Durch die Auswirkungen des Krieges konnten die Kontakte nach Shanghai nicht mehr hinreichend aufrechterhalten werden. Deshalb entschloss sich die Führung in Moskau zu einer Maßnahme, die im strikten Gegensatz zu bisherigen Regeln galt, nämlich die Kontaktaufnahme zu sowjetischem Personal in der Botschaft in Tokio. Es wurden dabei verdeckte Treffen organisiert, wobei Geld und andere Mittel übergeben wurden. In diese Treffen waren der Konsul Helge Leonidowitsch Wutkewitsch und der Konsul Viktor Sergejewitsch Zaitsew tätig. In den USA hatte Zaitsew im Jahre 1947 den Posten eines Presseattachés der sowjetischen Botschaft inne. Diese Kontakte führten aber nicht zur Aufdeckung der Gruppe Sorge. Diese erfolgte erst, als Mitglieder der japanischen kommunistischen Partei festgenommen wurden, die mit der Gruppe Sorge in Verbindung standen.

#### Entscheidende Funksprüche zur deutschen Invasion der Sowjetunion
Am 5. März 1941 konnte Clausen erstmals dem Stab der Aufklärung der Roten Armee übermitteln, dass 50 deutsche Divisionen für einen Angriff auf die Sowjetunion bereitstehen würden. Diese Information wurde im Mai 1941 konkretisiert, dass der deutsche Aufmarsch inzwischen 150 Divisionen umfasste. Das Datum des Überfalls auf die Sowjetunion meldete Clausen am 15. Juni 1941, also sieben Tage vor dem Einmarsch. Diese Information wurde in Moskau angezweifelt.
Die wichtigste Information für den Wendepunkt gegen den deutschen Angriff konnte Clausen am 15. September 1941 durchgeben, wobei die Entscheidung der Japaner übermittelt wurde, die Sowjetunion nicht anzugreifen. Damit konnten Reserven der Roten Armee aus den sibirischen Gebieten in den Raum Moskau verlegt werden. Sergei Alexandrowitsch Kondraschow gibt an, dass von der Gruppe Sorge von 1936 bis Oktober 1941 805 Meldungen mit bedeutendem Inhalt empfangen wurden, von denen 363 an das Hauptquartier und das zuständige Ministerium weitergegeben wurden. Clausen gab später an, dass ihm in der japanischen Haft nur etwa ein Viertel seiner gesendeten Nachrichten aus abgehörten Aufzeichnungen vorgelegt wurde. Diese waren aber zum Teil mit Fehlern behaftet und unvollständig. Auch die Aufzeichnungen, die der US-General Charles Willoughby im Jahre 1952 veröffentlichte, enthielten nur einen Bruchteil der von Clausen gesendeten Meldungen. Weiterhin fehlten darin die Zahl der Funksprüche in den Jahren von 1936 bis 1938.

### Sendetechnik und -betrieb

#### Sender
Clausen hatte mit einem selbst gebauten Sender gearbeitet, der eine Ausgangsleistung von annähernd 15 Watt besaß. Die Konstruktion baute auf einer Oszillatorschaltung auf, die mit zwei Röhren des Typs UX-210 arbeitete, welche parallel geschaltet waren. Da nicht mit einer größeren Antenne gearbeitet werden konnte, wurde über einen Dipol gesendet. Aus den Bedingungen des Sendebetriebs heraus wählte Clausen eine Wechselstromquelle für die Anodenspannung. Weiterhin hatte sich Clausen die Methode angeeignet, auf der Leitung mit negativer Spannung die Morsetaste zu bedienen. Dadurch kam es zu einer geringen Frequenztreue, welches zu einem extremen Schwanken des Tons der Signale beim Empfang führte.

#### Sendebetrieb
Für den Funkbetrieb hatte Clausen wichtige Vorsichtsmaßnahmen vorgesehen, die schon beim Bau des Senders begannen. So kaufte er in Japan nur Teile ein, die nicht auf den Bau eines Senders schließen lassen konnten. Bestimmte Teile wie die Morsetaste baute er selber zusammen. Wegen des Wechselstrombetriebs brauchte er auch keine Gleichrichter. Weiterhin wurde der Sender nach dem Baukastenprinzip konstruiert, so dass er in extrem kurzer Zeit auseinander bzw. zusammengebaut werden konnte. Bestimmte Teile wie die Bodenplatten wurden an verschiedenen Orten deponiert. Insgesamt konnte er die beweglichen Teile in einer Aktentasche transportieren.
Für den Morsebetrieb vor Ort hatte er durch eine konstruktive Lösung das Klicken der Taste gedämpft, indem er eine Niederfrequenzdrossel einbaute. Beim Senden wechselte er auch ständig die Wellenlänge, so dass er im Bereich der Kurzwelle von 39 Meter bis 41 Meter sendete. Das war vor allem bei längeren Funksprüchen wichtig. Obwohl das Senden in einem bestimmten Zeitraum verabredet war, wurde nie zu regelmäßigen Zeitpunkten der Sendebetrieb aufgenommen. Auch wurden längere Funksprüche in verschiedenen Sitzungen gesendet. Als Anfangssignal wurde ein Code für Amateure verwendet.

#### Neue Arbeitstechniken
Wurde innerhalb von Tokio gesendet, wechselte er ständig den Stadtteil. Wegen der dichten Bebauung war dadurch das Anpeilen des Senders erschwert. Auch konnte vom Stadtrand von Tokio und an anderen Orten gesendet werden. Im Durchschnitt sendete Clausen pro Jahr 40.000 Worte, wobei vor allem im Jahre 1941 umfangreiche Texte übermittelt wurden. Clausen erbrachte mit seinen Leistungen des Sendebetriebs für den Aufklärungsdienst der Roten Armee eine erhebliche Bereicherung des technischen Niveaus. Schon während seines Dienstes in Japan musste er einige technische Nachfragen aus Moskau beantworten.

### Verhaftung, Verurteilung und Freilassung nach Kriegsende
Am 18. Oktober 1941 wurde er mit den Mitarbeiten von Sorge verhaftet und am 29. Januar 1943 zu lebenslanger Haft verurteilt. Seine Frau erhielt sieben Jahre Gefängnis. Wegen einer Berufung der japanischen Staatsanwaltschaft, die die Todesstrafe forderte, wurde seine Verurteilung erst ein Jahr später im Januar 1944 rechtskräftig. Seine Haft trat er im Zuchthaus Sugamo in der Nähe von Toshima an. Wegen der ständigen Bombenangriffe wurde er anschließend in ein Zuchthaus der Präfektur Sendai verlegt.
Mit der Ankunft der US-Streitkräfte in Japan endete seine Haft und die seiner Frau am 9. Oktober 1945. Sie gingen anschließend nach Urawa. Im Dezember 1945 zogen sie nach Karuizawa, zu Frieda Weiß, der Deutschlehrerin seiner Frau. Inzwischen war ihnen bekannt geworden, dass der US-Geheimdienst sich für sie interessierte. So beschlossen sie 1946, Japan zu verlassen.
Über die sowjetische Botschaft konnten sie nach Wladiwostok ausfliegen, wo sie vier Wochen lang medizinisch versorgt wurden. In Moskau erfolgte die eingehende Berichterstattung über seine Tätigkeiten in Japan, was sich bis September 1946 hinzog.

### Rückkehr nach Deutschland

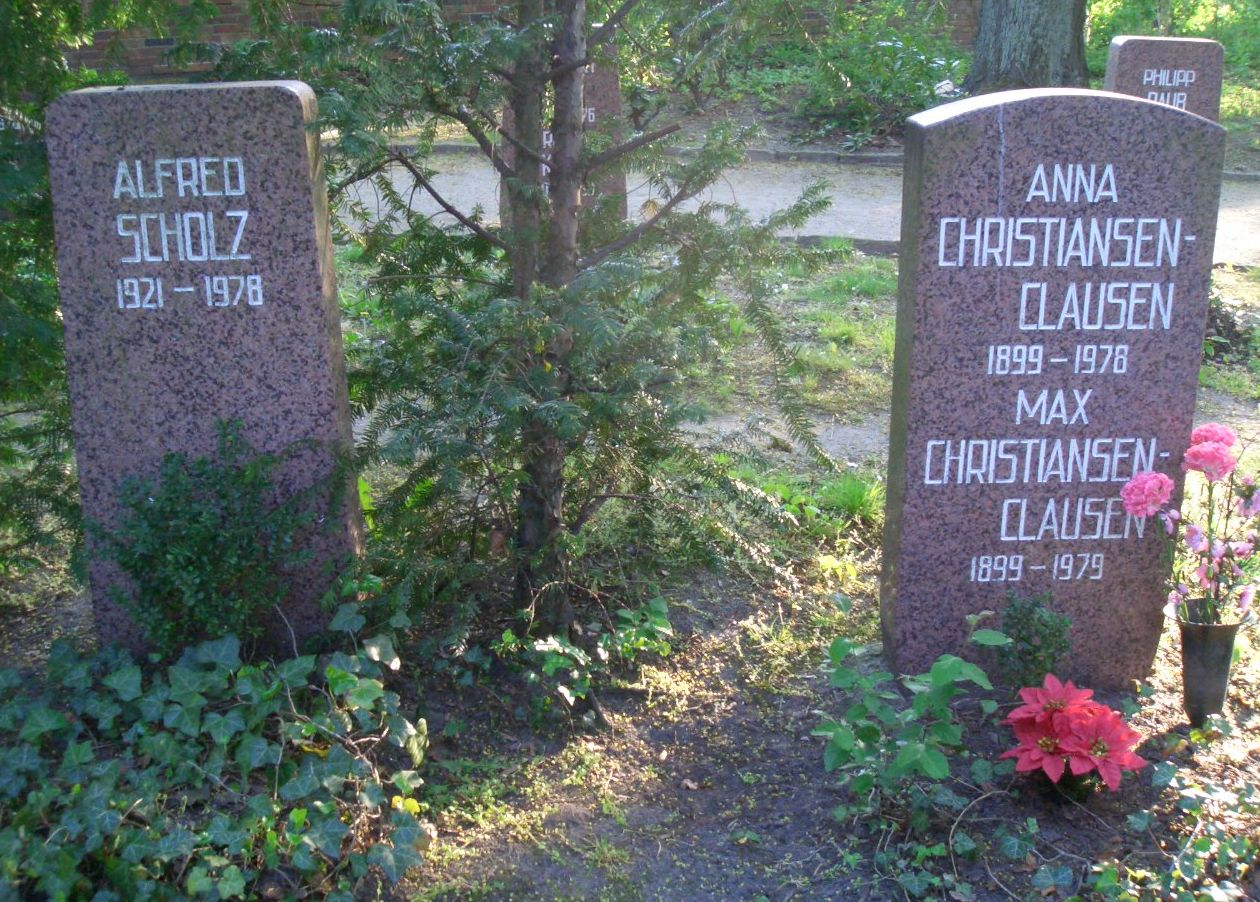
Grab auf dem Zentralfriedhof Friedrichsfelde, daneben Alfred Scholz, Stellvertreter des Ministers für Staatssicherheit

Vor der Abreise in die Sowjetische Besatzungszone erhielt er eine neue Identität mit dem Namen Christiansen. Nach der Übersiedlung nach Wildau wurde er Mitglied der SED und trat dem FDGB bei. Er nahm eine Arbeit in der Personalabteilung einer Werft in Berlin auf. In den nächsten 13 Jahren arbeitete er in verschiedenen Berliner Großbetrieben.
Seine Urne wurde in der Grabanlage „Pergolenweg“ des Zentralfriedhofs Friedrichsfelde in Berlin-Lichtenberg beigesetzt.

## Auszeichnungen (Auswahl)
In der DDR zeichnete man ihn mit dem Karl-Marx-Orden (1974), dem Vaterländischen Verdienstorden in Gold und 1964 dem Rotbannerorden der Sowjetunion u. a. aus.

## Rezeption

### Bewertungen der Funksprüche
2005 schreibt Heiner Timmermann als Mitherausgeber des Sammelbandes Spionage, Ideologie, Mythos – der Fall Richard Sorge, dass die Funkaufklärung der GRU Ende 1940 den japanischen Funkcode entschlüsselt hätte. Wolfgang Krieger gibt in seinem Beitrag an, dass die GRU im Herbst 1941 wichtige japanische Codes gebrochen hätte, so dass die russische Seite Gewissheit gehabt hätte, dass die japanischen Streitkräfte nicht die Sowjetunion angreifen würden.
Daraus könnte nun, trotz der Differenzen in den Zeitangaben, der Schluss gezogen werden, dass die Funksprüche von Clausen bezüglich der sowjetischen Truppenverlegungen in den Raum Moskau zum Ende 1941 keine wirkliche Bedeutung gehabt hätten.
Nach Jürgen Rohwer hatte der sowjetische Analytiker Sergej Tolstoi im Herbst 1941 den Purple-Code entschlüsselt. Aus den Meldungen wären für Stalin überzeugendere Kenntnisse über die japanischen Angriffsabsichten gewonnen worden als aus den Funksprüchen von Clausen. Gleichzeitig schränkt aber Rohwer diese Aussagen ein: Es ist jedoch bisher nicht bekannt, welche der deutschen oder japanischen militärischen Code- oder Chiffrierverfahren die sowjetischen Kryptanalytiker brechen konnten, und falls ja, welche und während welchen Zeitraums.

### Beurteilung der verwendeten Codierung
Es ist hinlänglich bekannt, dass die japanischen Streitkräfte ständig ihre Codebücher auswechselten, um die unbefugte Entschlüsselung durch gegnerische Analytiker zu verhindern. Auch hatten die japanischen diplomatischen Dienste separate Codierungen. Die Gruppe Sorge verwendete ein eigenes Codierungssystem, das auf den Tabellenwerten des Statistischen Jahrbuchs für das Deutsche Reich von 1935 beruhte. Diese Unterlage ermöglichte eine doppelte Codierung, die mindestens hunderttausend Kombinationsmöglichkeiten erlaubte, was damals ausreichte, um einer Entschlüsselung durch die Japaner zu entgehen.
Welchen Aufwand die Entschlüsselung der Codes z. B. der japanischen Marine erforderten, ist z. B. daraus ersichtlich, dass dies den US-Diensten erst nach 1945 vollständig gelang. Somit bleibt offen, welche Kenntnisse die sowjetische Seite aus welchen Entschlüsselungen für welchen Zeitraum gewinnen konnte.

### Whymants These über die Haltung von Clausen
Robert Whymant berichtete 1996 in seiner Veröffentlichung über Sorge, dass Clausen in der letzten Phase nach 1940 Sorges Unterlagen nur noch teilweise oder verkürzt gesendet habe. Dabei stützt er sich auf Aussagen von Clausen gegenüber den Japanern. Dass Clausen in seiner Haft sich selber durch solche Aussagen und andere, die eine Distanzierung zu Sorge und Moskau darstellten, vor einem Todesurteil retten wollte, findet bei Whymant keine Berücksichtigung. Vielmehr musste Whymant zugeben, dass Aussagen von Clausen, bestimmte Berichte nicht gesendet zu haben, nicht zutrafen. Diese gesendeten Berichte wurden von sowjetischer und russischer Seite inzwischen entweder ganz oder zumindest teilweise veröffentlicht.

## Militäreinheiten
Das Nachrichtenbataillon 33 der NVA war nach Max Christiansen-Clausen benannt.

## Filmische Rezeption
- 1975: Sein wichtigster Funkspruch, Dokumentarfilm, Regie: Eckhard Potraffke[3]

## Schriften
- Dem Morgenrot entgegen, in: Der Binnenschiffer, Nr. 8/1960 bis Nr. 17/1961, Berlin